# Tour du Táchira 2016
La 51e édition du Tour du Táchira a eu lieu du 8 au 17 janvier 2016. La course fait partie du calendrier UCI America Tour 2016 en catégorie 2.2.

## Étapes
| Étape     | Date     | Villes étapes                         | type            | Distance (km) | Vainqueur d'étape  | Leader du classement général |
| --------- | -------- | ------------------------------------- | --------------- | ------------- | ------------------ | ---------------------------- |
| 1re étape | 8 janv.  | San Cristóbal – Táriba                | étape de plaine | 102,9         | Orluis Aular       | Orluis Aular                 |
| 2e étape  | 9 janv.  | Rubio – Bramón                        | étape de plaine | 134,9         | José Mendoza       | José Mendoza                 |
| 3e étape  | 10 janv. | San Cristóbal – San Cristóbal         | étape de plaine | 115,2         | Yonathan Salinas   | Yonathan Salinas             |
| 4e étape  | 11 janv. | Peribeca – Santa Bárbara              | étape de plaine | 174,6         | Eugenio Bani       | Yonathan Salinas             |
| 5e étape  | 12 janv. | Abejales – Cerro El Cristo            | étape de plaine | 128,7         | Yosvangs Rojas     | Yosvangs Rojas               |
| 6e étape  | 13 janv. | Municipio Lobatera – Colonia Tovar    | étape de plaine | 197,5         | Marco Zamparella   | Yosvangs Rojas               |
| 7e étape  | 14 janv. | Santa Cruz de Mora – La Grita         | étape de plaine | 168,6         | José Mendoza       | José Mendoza                 |
| 8e étape  | 15 janv. | Municipio Colón – La Fría             | étape de plaine | 138,1         | Marco Zamparella   | José Mendoza                 |
| 9e étape  | 16 janv. | San Rafael del Piñal – Casa del Padre | étape de plaine | 138,4         | José García Toledo | José Mendoza                 |
| 10e étape | 17 janv. | Ureña – San Cristóbal                 | étape de plaine | 152,1         | Jackson Rodríguez  | Joseph Chavarría             |

## Classements finals

### UCI America Tour
Ce Tour du Táchira attribue des points pour l'UCI America Tour 2016. De plus la course donne le même nombre de points individuellement à tous les coureurs pour le Classement mondial UCI 2016.
| Position           | 1er | 2e | 3e | 4e | 5e | 6e | 7e | 8e à 10e |
| Classement général | 40  | 30 | 25 | 20 | 15 | 10 | 5  | 3        |
| Par étape          | 7   | 3  | 1  |    |    |    |    |          |
| Leader, par étape  | 1   |    |    |    |    |    |    |          |

## Liste des participants
- Liste de départ complète

| Gobernación de Mérida | Gobernación de Mérida | Gobernación de Mérida |
| --------------------- | --------------------- | --------------------- |
| Num                   | Coureur               | Pos                   |
| 1                     | José Rujano (VEN)     | 31e                   |
| 2                     | Jhorman Flores (VEN)  | 8e                    |
| 3                     | Angel Rivas (VEN)     | 43e                   |
| 4                     | Gabriel Mendoza (VEN) | 47e                   |
| 5                     | Ismael Cardenas (VEN) | 29e                   |
| 6                     | Robinson Rivas (VEN)  | 42e                   |

| Southeast-Venezuela STH | Southeast-Venezuela STH | Southeast-Venezuela STH |
| ----------------------- | ----------------------- | ----------------------- |
| Num                     | Coureur                 | Pos                     |
| 11                      | (ITA)                   | e                       |
| 12                      | (ITA)                   | e                       |
| 13                      | (ITA)                   | e                       |
| 14                      | (ITA)                   | e                       |
| 15                      | (ITA)                   | e                       |
| 16                      | (FRA)                   | e                       |

| Kino Táchira | Kino Táchira | Kino Táchira |
| ------------ | ------------ | ------------ |
| Num          | Coureur      | Pos          |
| 21           | (VEN)        | e            |
| 22           | (VEN)        | e            |
| 23           | (VEN)        | e            |
| 24           | (VEN)        | e            |
| 25           | (VEN)        | e            |
| 26           | (VEN)        | e            |

| Amore & Vita-Selle SMP AMO | Amore & Vita-Selle SMP AMO | Amore & Vita-Selle SMP AMO |
| -------------------------- | -------------------------- | -------------------------- |
| Num                        | Coureur                    | Pos                        |
| 31                         | (ITA)                      | e                          |
| 32                         | (ITA)                      | e                          |
| 33                         | (ITA)                      | e                          |
| 34                         | (ITA)                      | e                          |
| 35                         | (ITA)                      | e                          |
| 36                         | (MEX)                      | e                          |

| Gobernación de Trujillo-Policía de Trujillo-EMCONTRU | Gobernación de Trujillo-Policía de Trujillo-EMCONTRU | Gobernación de Trujillo-Policía de Trujillo-EMCONTRU |
| ---------------------------------------------------- | ---------------------------------------------------- | ---------------------------------------------------- |
| Num                                                  | Coureur                                              | Pos                                                  |
| 41                                                   | (VEN)                                                | e                                                    |
| 42                                                   | (VEN)                                                | e                                                    |
| 43                                                   | (VEN)                                                | e                                                    |
| 44                                                   | (VEN)                                                | e                                                    |
| 45                                                   | (VEN)                                                | e                                                    |
| 46                                                   | (VEN)                                                | e                                                    |

| JB Ropa Deportiva Colombia | JB Ropa Deportiva Colombia | JB Ropa Deportiva Colombia |
| -------------------------- | -------------------------- | -------------------------- |
| Num                        | Coureur                    | Pos                        |
| 51                         | (COL)                      | e                          |
| 52                         | (COL)                      | e                          |
| 53                         | (COL)                      | e                          |
| 54                         | (COL)                      | e                          |
| 55                         | (COL)                      | e                          |
| 56                         | (COL)                      | e                          |

| Grupo JHS-Andi Empaques | Grupo JHS-Andi Empaques | Grupo JHS-Andi Empaques |
| ----------------------- | ----------------------- | ----------------------- |
| Num                     | Coureur                 | Pos                     |
| 61                      | (VEN)                   | e                       |
| 62                      | (VEN)                   | e                       |
| 63                      | (VEN)                   | e                       |
| 64                      | (VEN)                   | e                       |
| 65                      | (VEN)                   | e                       |
| 66                      | (VEN)                   | e                       |

| Nestlé-Giant | Nestlé-Giant | Nestlé-Giant |
| ------------ | ------------ | ------------ |
| Num          | Coureur      | Pos          |
| 71           | (CRC)        | e            |
| 72           | (CRC)        | e            |
| 73           | (CRC)        | e            |
| 74           | (CRC)        | e            |
| 75           | (CRC)        | e            |
| 76           | (CRC)        | e            |

| Gobierno del Zulia-Lotería del Zulia | Gobierno del Zulia-Lotería del Zulia | Gobierno del Zulia-Lotería del Zulia |
| ------------------------------------ | ------------------------------------ | ------------------------------------ |
| Num                                  | Coureur                              | Pos                                  |
| 81                                   | (VEN)                                | e                                    |
| 82                                   | (VEN)                                | e                                    |
| 83                                   | (VEN)                                | e                                    |
| 84                                   | (VEN)                                | e                                    |
| 85                                   | (VEN)                                | e                                    |
| 86                                   | (VEN)                                | e                                    |

| Dym Tlaxcala Mexico | Dym Tlaxcala Mexico | Dym Tlaxcala Mexico |
| ------------------- | ------------------- | ------------------- |
| Num                 | Coureur             | Pos                 |
| 91                  | (MEX)               | e                   |
| 92                  | (MEX)               | e                   |
| 93                  | (COL)               | e                   |
| 94                  | (MEX)               | e                   |
| 95                  | (COL)               | e                   |
| 96                  | (COL)               | e                   |

| Gobernación de Carabobo | Gobernación de Carabobo | Gobernación de Carabobo |
| ----------------------- | ----------------------- | ----------------------- |
| Num                     | Coureur                 | Pos                     |
| 101                     | (VEN)                   | e                       |
| 102                     | (VEN)                   | e                       |
| 103                     | (VEN)                   | e                       |
| 104                     | (VEN)                   | e                       |
| 105                     | (VEN)                   | e                       |
| 106                     | (VEN)                   | e                       |

| Aero | Aero    | Aero |
| ---- | ------- | ---- |
| Num  | Coureur | Pos  |
| 111  | (DOM)   | e    |
| 112  | (DOM)   | e    |
| 113  | (DOM)   | e    |
| 114  | (DOM)   | e    |
| 115  | (DOM)   | e    |
| 116  | (DOM)   | e    |

| Gobernación de Lara-Fundacion Angel Pulgar | Gobernación de Lara-Fundacion Angel Pulgar | Gobernación de Lara-Fundacion Angel Pulgar |
| ------------------------------------------ | ------------------------------------------ | ------------------------------------------ |
| Num                                        | Coureur                                    | Pos                                        |
| 121                                        | (VEN)                                      | e                                          |
| 122                                        | (VEN)                                      | e                                          |
| 123                                        | (VEN)                                      | e                                          |
| 124                                        | (VEN)                                      | e                                          |
| 125                                        | (VEN)                                      | e                                          |
| 126                                        | (VEN)                                      | e                                          |

| Fedeindustria-Gobernación de Yaracuy-Cavebici | Fedeindustria-Gobernación de Yaracuy-Cavebici | Fedeindustria-Gobernación de Yaracuy-Cavebici |
| --------------------------------------------- | --------------------------------------------- | --------------------------------------------- |
| Num                                           | Coureur                                       | Pos                                           |
| 131                                           | (VEN)                                         | e                                             |
| 132                                           | (VEN)                                         | e                                             |
| 133                                           | (VEN)                                         | e                                             |
| 134                                           | (VEN)                                         | e                                             |
| 135                                           | (VEN)                                         | e                                             |
| 136                                           | (VEN)                                         | e                                             |

| Amo Táchira-Concafé | Amo Táchira-Concafé | Amo Táchira-Concafé |
| ------------------- | ------------------- | ------------------- |
| Num                 | Coureur             | Pos                 |
| 141                 | (VEN)               | e                   |
| 142                 | (VEN)               | e                   |
| 143                 | (VEN)               | e                   |
| 144                 | (VEN)               | e                   |
| 145                 | (VEN)               | e                   |
| 146                 | (VEN)               | e                   |

| JHS Aves-Intac | JHS Aves-Intac | JHS Aves-Intac |
| -------------- | -------------- | -------------- |
| Num            | Coureur        | Pos            |
| 151            | (VEN)          | e              |
| 152            | (VEN)          | e              |
| 153            | (VEN)          | e              |
| 154            | (VEN)          | e              |
| 155            | (VEN)          | e              |
| 156            | (VEN)          | e              |

| Fundata-Gobernación Bolivariana del Táchira | Fundata-Gobernación Bolivariana del Táchira | Fundata-Gobernación Bolivariana del Táchira |
| ------------------------------------------- | ------------------------------------------- | ------------------------------------------- |
| Num                                         | Coureur                                     | Pos                                         |
| 161                                         | (VEN)                                       | e                                           |
| 162                                         | (VEN)                                       | e                                           |
| 163                                         | (VEN)                                       | e                                           |
| 164                                         | (VEN)                                       | e                                           |
| 165                                         | (VEN)                                       | e                                           |
| 166                                         | (VEN)                                       | e                                           |

| Alcaldia de Mariño | Alcaldia de Mariño | Alcaldia de Mariño |
| ------------------ | ------------------ | ------------------ |
| Num                | Coureur            | Pos                |
| 171                | (VEN)              | e                  |
| 172                | (VEN)              | e                  |
| 173                | (VEN)              | e                  |
| 174                | (VEN)              | e                  |
| 175                | (VEN)              | e                  |
| 176                | (VEN)              | e                  |

| Fundación Misael Silva | Fundación Misael Silva | Fundación Misael Silva |
| ---------------------- | ---------------------- | ---------------------- |
| Num                    | Coureur                | Pos                    |
| 181                    | (VEN)                  | e                      |
| 182                    | (VEN)                  | e                      |
| 183                    | (VEN)                  | e                      |
| 184                    | (VEN)                  | e                      |
| 185                    | (VEN)                  | e                      |
| 186                    | (VEN)                  | e                      |

| Lotería del Táchira | Lotería del Táchira | Lotería del Táchira |
| ------------------- | ------------------- | ------------------- |
| Num                 | Coureur             | Pos                 |
| 191                 | (VEN)               | e                   |
| 192                 | (VEN)               | e                   |
| 193                 | (VEN)               | e                   |
| 194                 | (VEN)               | e                   |
| 195                 | (VEN)               | e                   |
| 196                 | (VEN)               | e                   |

| Gobernación de Barinas | Gobernación de Barinas | Gobernación de Barinas |
| ---------------------- | ---------------------- | ---------------------- |
| Num                    | Coureur                | Pos                    |
| 201                    | (VEN)                  | e                      |
| 202                    | (VEN)                  | e                      |
| 203                    | (VEN)                  | e                      |
| 204                    | (VEN)                  | e                      |
| 205                    | (VEN)                  | e                      |
| 206                    | (VEN)                  | e                      |

| Idt Ona Fona | Idt Ona Fona | Idt Ona Fona |
| ------------ | ------------ | ------------ |
| Num          | Coureur      | Pos          |
| 211          | (VEN)        | e            |
| 212          | (VEN)        | e            |
| 213          | (VEN)        | e            |
| 214          | (VEN)        | e            |
| 215          | (VEN)        | e            |
| 216          | (VEN)        | e            |

| Équipe nationale du Venezuela VEN | Équipe nationale du Venezuela VEN | Équipe nationale du Venezuela VEN |
| --------------------------------- | --------------------------------- | --------------------------------- |
| Num                               | Coureur                           | Pos                               |
| 221                               | (VEN)                             | e                                 |
| 222                               | (VEN)                             | e                                 |
| 223                               | (VEN)                             | e                                 |
| 224                               | (VEN)                             | e                                 |
| 225                               | (VEN)                             | e                                 |
| 226                               | (VEN)                             | e                                 |

| Alcadía de Pinto Salinas-Fundación José Rujano | Alcadía de Pinto Salinas-Fundación José Rujano | Alcadía de Pinto Salinas-Fundación José Rujano |
| ---------------------------------------------- | ---------------------------------------------- | ---------------------------------------------- |
| Num                                            | Coureur                                        | Pos                                            |
| 231                                            | (VEN)                                          | e                                              |
| 232                                            | (VEN)                                          | e                                              |
| 233                                            | (VEN)                                          | e                                              |
| 234                                            | (VEN)                                          | e                                              |
| 235                                            | (VEN)                                          | e                                              |
| 236                                            | (VEN)                                          | e                                              |

| Café Flor de Patria-EMASTRU-Gobierno de Trujillo | Café Flor de Patria-EMASTRU-Gobierno de Trujillo | Café Flor de Patria-EMASTRU-Gobierno de Trujillo |
| ------------------------------------------------ | ------------------------------------------------ | ------------------------------------------------ |
| Num                                              | Coureur                                          | Pos                                              |
| 241                                              | (VEN)                                            | e                                                |
| 242                                              | (VEN)                                            | e                                                |
| 243                                              | (VEN)                                            | e                                                |
| 244                                              | (VEN)                                            | e                                                |
| 245                                              | (VEN)                                            | e                                                |
| 246                                              | (VEN)                                            | e                                                |